# Благун (дъб)
Вижте пояснителната страница за други значения на Благун.
Благунът (Quercus frainetto) е широколистно листопадно дърво, високо до 30 m. Младите клонки в началото са овласени, а по-късно – голи. Листата са прости, обратнояйцевидни, приседнали или на къси дръжчици, пересто наделени до дълбоко нарязани на 6 – 10 дяла, дълги 10 - 18 см, първоначално фино овласени от двете страни, по-късно предимно отдолу; по клонките са разположени последователно, с характерното за видовете от род Дъб струпване в розетка накрая. Жълъдите са приседнали или на къса дръжка; купулата е покрита от плоски, продълговати червеникави люспи, чиито върхове често се „отлепват“ в процеса на зреене.

## Разпространение
Видът се среща на Апенините, основно на Балканския полуостров, до северозападната част на Мала Азия; в България може да бъде открит във всички части на страната до 1000 м надморска височина. Едни от най-компактните естествени гори от този вид в България са съхранени в Малешевската планина на територията на резервата Соколата.

## Други названия
Официални алтернативни названия: сладун, граница, стожер.
Народни, диалектни и старинни названия: лопухъ, лапухъ (Кюстендилско, Радомирско), лопунъ (Софийско и Трънско), граничово, грань, граница, гранѝка, гръница, (Софийско), горунъ (Кюстендилско, Софийско, Троянско, Трънско), гореначка – за малки екземпляри (Троянско), магерешлякъ (Софийско), плочкач (Македония), унгарски дѫбъ.

## Галерия
- Дървета
- Кора
- Листа
- Мъжки реси
- Женски цветове/зàвръзи
- Жълъди